# Peperomia rhodophylla
Peperomia rhodophylla är en pepparväxtart som beskrevs av William Trelease. Peperomia rhodophylla ingår i släktet peperomior, och familjen pepparväxter. Inga underarter finns listade i Catalogue of Life.